# Пенцлін (Польща)
Пенцлін (пол. Pęclin) — село в Польщі, у гміні Вйонзовна Отвоцького повіту Мазовецького воєводства.
Населення — 400 осіб (2011).
У 1975-1998 роках село належало до Варшавського воєводства.

## Демографія
Демографічна структура станом на 31 березня 2011 року:
|          | Загалом | Допрацездатний вік | Працездатний вік | Постпрацездатний вік |
| -------- | ------- | ------------------ | ---------------- | -------------------- |
| Чоловіки | 195     | 45                 | 136              | 14                   |
| Жінки    | 205     | 56                 | 114              | 35                   |
| Разом    | 400     | 101                | 250              | 49                   |